# ماه دنباله‌دار
ماه دنباله‌دار (به انگلیسی: The Stalking Moon) فیلمی وسترن به کارگردانی رابرت مالیگن و با بازی گریگوری پک و اوا ماری سنت در سال ۱۹۶۸ است. این فیلم بر اساس رمانی به همین نام نوشته تی. وی. اولسن ساخته شده‌است.